# Pleuroploca
Pleuroploca is een geslacht van weekdieren uit de klasse van de Gastropoda (slakken).

## Soorten
- Pleuroploca audouini (Jonas, 1846)
- Pleuroploca clava (Jonas, 1846)
- Pleuroploca lischkeana (Dunker, 1863)
- Pleuroploca lyonsi Bozzetti, 2008
- Pleuroploca ponderosa (Jonas, 1850)
- Pleuroploca purpurea (Jonas, 1849)
- Pleuroploca trapezium (Linnaeus, 1758)